# Ganbare!!
Singles de Sakura Gakuin
My Graduation Toss
(27 février 2013) Jump Up ~Chiisana Yūki~
(12 février 2014)
Singles par BABYMETAL
Megitsune
(19 juin 2013)
Singles par Kagaku Kyumei Kiko LOGICA?
Science Girl Silent Boy
(21 novembre 2012)
Ganbare!! (顔笑れ!!) est le sixième single du groupe féminin japonais Sakura Gakuin.

## Détails du single
Le single sort le 9 octobre 2013 ; il atteint la 6e place des classements hebdomadaires des ventes de l'Oricon et y reste classé pendant deux semaines. Il s'est vendu à 10 233 exemplaires durant la première semaine de vente.
Le single est disponible en plusieurs éditions dont une régulière (avec un CD seulement) et deux limitées notées A et B (avec le CD et un DVD en supplément). Le CD contient la chanson-titre, des chansons inédites en face B (différentes sur chaque édition) ainsi que leurs versions instrumentales. Par ailleurs, les chansons face B sont interprétées par deux des sous-groupes de Sakura Gakuin dont : Minipati (pour Pumkin Parade et Acha! Cha! Kare) et Kagaku Kyumei Kiko LOGICA? (pour Welcome to My Computer).
Les DVDs des éditions limitées incluent un bonus contenant soit le clip vidéo, soit des chansons enregistrées lors du live qui s’est déroulé en avril 2013 au Shibuya AX. 
La chanson-titre et la chanson Welcome to My Computer figureront, tout comme le single suivant Jump Up ~Chiisana Yūki~, sur le quatrième album du groupe Sakura Gakuin 2013nendo ~Kizuna~ qui sort l'année suivante, en mars 2014.
Il s'agit du premier single sans Suzuka Nakamoto, membre de la 1re génération du groupe (la deuxième leader), qui a été graduée du groupe sept mois avant la sortie du single comme Mariri Sugimoto, membre de la 4e génération (qui n'avait été présente que pendant dix mois) ; ainsi qu'avec les nouvelles recrues formant la 5e génération du groupe, Saki Shirai et Aiko Yamaide, qui ont joint le groupe en mai 2013.

## Formation
| 1re génération - Marina Horiuchi (Leader) - Raura Iida - Nene Sugisaki - Hinata Satō 2e génération - Yui Mizuno - Moa Kikuchi | 3e génération - Rinon Isono - Hana Taguchi 4e génération - Saki Ōga - Yunano Notsu 5e génération - Saki Shirai : premier single - Aiko Yamaide : premier single |

## Liste des titres

### Édition régulière
| 1. | Ganbare!! (顔笑れ!!) |                       | 5:12 |
| 2. | Pumkin Parade        | Cooking Club Minipati | 4:16 |
| 3. | Ganbare!! (顔笑れ!!) | Instrumental          | 5:12 |
| 4. | Pumkin Parade        | Instrumental          | 4:16 |

### Éditions limitées
| 1. | Ganbare!! (顔笑れ!!)   |                                         | 5:12 |
| 2. | Welcome to My Computer | Science Club Kagaku Kyumei Kiko LOGICA? |      |
| 3. | Ganbare!! (顔笑れ!!)   | Instrumental                            | 5:12 |
| 4. | Welcome to My Computer | Instrumental                            |      |

| 1. | Ganbare!! (Music Clip) | 5:20 |

| 1. | Ganbare!! (顔笑れ!!)                   |                       | 5:12 |
| 2. | Acha! Cha! Kare (あちゃ！ちゃ！カリー) | Cooking Club Minipati |      |
| 3. | Ganbare!! (顔笑れ!!)                   | Instrumental          | 5:12 |
| 4. | Acha! Cha! Kare (あちゃ！ちゃ！カリー) | Instrumental          |      |

| 1. | Onna no Ko Zukan LIVE Video |  |